# Boréadas

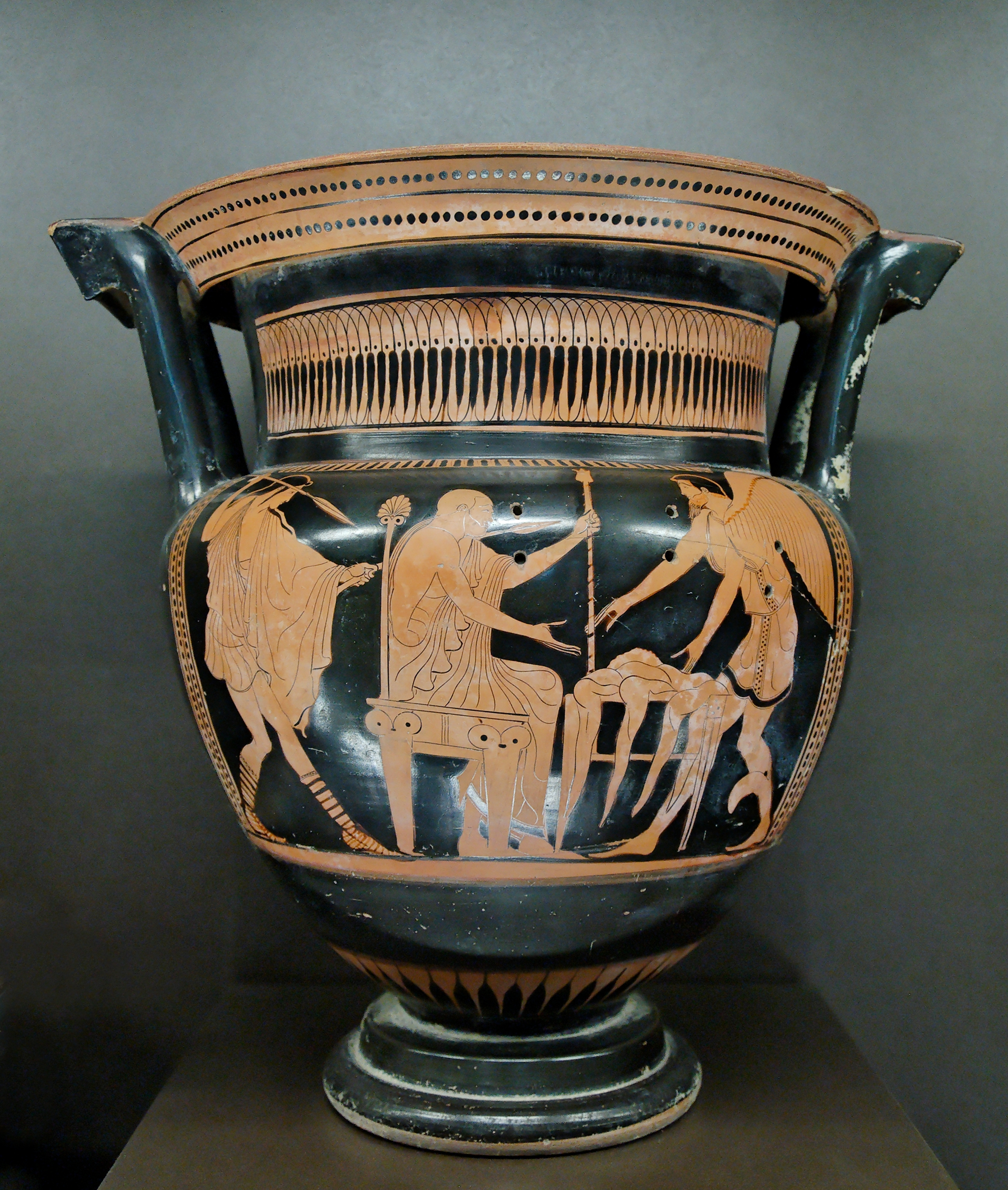
Los Boréadas libran a Fineo de las Harpías. Anverso de una pieza de cerámica ática de figuras rojas (ca. 460 a. C.): una crátera de columnas hallada en Altamura.

En la mitología griega, los Boréadas eran los mellizos alados Calais y Zetes, hijos del dios-viento Bóreas y de Oritía, hija del rey Erecteo de Atenas.
Fueron argonautas y tuvieron una función particularmente vital en el rescate de Fineo de las garras de las Harpías, pues lograron alejar a los monstruos sin matarlos, como les había pedido la diosa Iris, quien prometió que Fineo no volvería a ser molestado por ellas. En agradecimiento, Fineo contó a los argonautas cómo pasar las Simplégades.